# Črna vdova (lik)
Črna vdova je izmišljena oseba, stripovska superherojka, ki se pojavlja v stripih ameriške založbe Marvel. Ustvarili so jo risarji Stan Lee, Don Rico in Don Heck, prvič pa se je pojavila v stripu Tales of Suspense #52 (1964). Črna vdova je pravzaprav Natalia Alianovna "Nataša Romanoff" Romanova, katera je služila kot vohunka za Sovjetsko zvezo, dokler ni pobegnila v Združene države. Kasneje se je pridružila obveščevalni agenciji S.H.I.E.L.D., kjer je sodelovala z Daredevilom. Čeprav nima izrazitih velemoči, so jo v Rdeči sobi, sovjetskem vadbenem objektu, okrepili, da bi povečali njeno moč in zmanjšali njeno staranje. Usposablja se za bojevanje in vohunjenje ter vihti zapestnice, ki sprožijo električne šoke, in projicira žice, s katerimi prečka nebotičnike.
Črno vdovo je v vseh Marvelovih filmih upodobila igralka Scarlett Johansson.

## Filmi
- Črna vdova (2021)